# Tanacetum corymbosum
L'erba amara dei boschi (nome scientifico Tanacetum corymbosum (L.) Sch. Bip., 1844) è una specie di pianta angiosperma dicotiledone della famiglia delle Asteraceae (sottofamiglia Asteroideae, tribù Anthemideae (Eurasian grade) e sottotribù Anthemidinae).

## Etimologia
Il nome generico (Tanacetum), derivato dal latino medioevale  “tanazita” che a sua volta deriva dal greco ”athanasia” (= immortale, di lunga durata) probabilmente sta a indicare la lunga durata dell'infiorescenza di questa pianta; in altri testi si fa riferimento alla credenza che le bevande fatte con le foglie di questa pianta conferissero vita eterna. L'epiteto specifico (corymbosum) fa riferimento al tipo di infiorescenza a corimbo.

 
Il binomio scientifico attualmente accettato (Tanacetum corymbosum) è stato proposto dal fisico e botanico tedesco Carl Heinrich Schultz "Bipontinus" (30 giugno 1805 – 17 dicembre 1867) in una pubblicazione del 1844.

In lingua tedesca questa pianta si chiama Gewöhnliche Strauß-Wucherblume oppure Gewöhnliche Strauß-Margerite; in francese si chiama Taniasie en corymbe.

## Descrizione

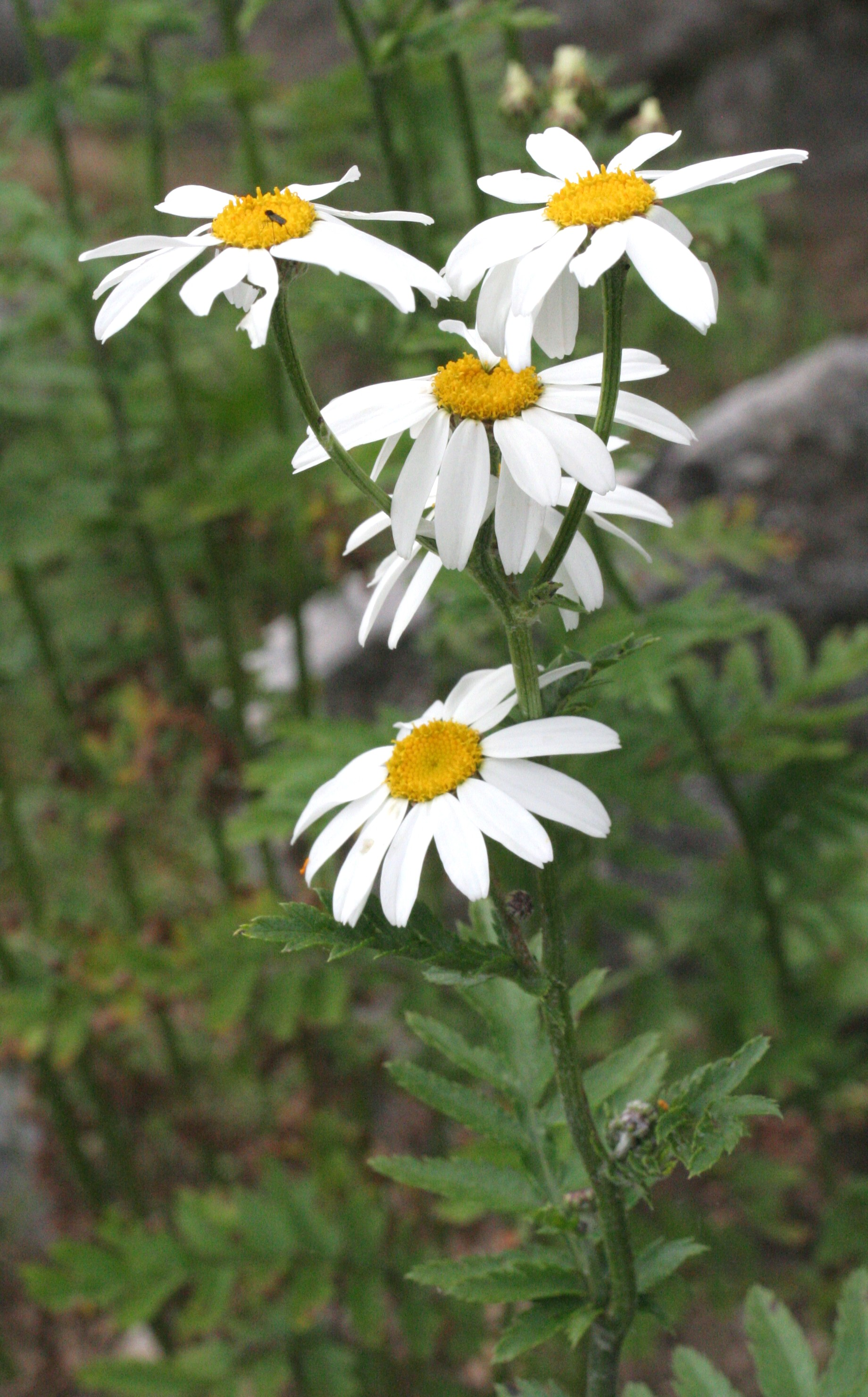
Il portamento

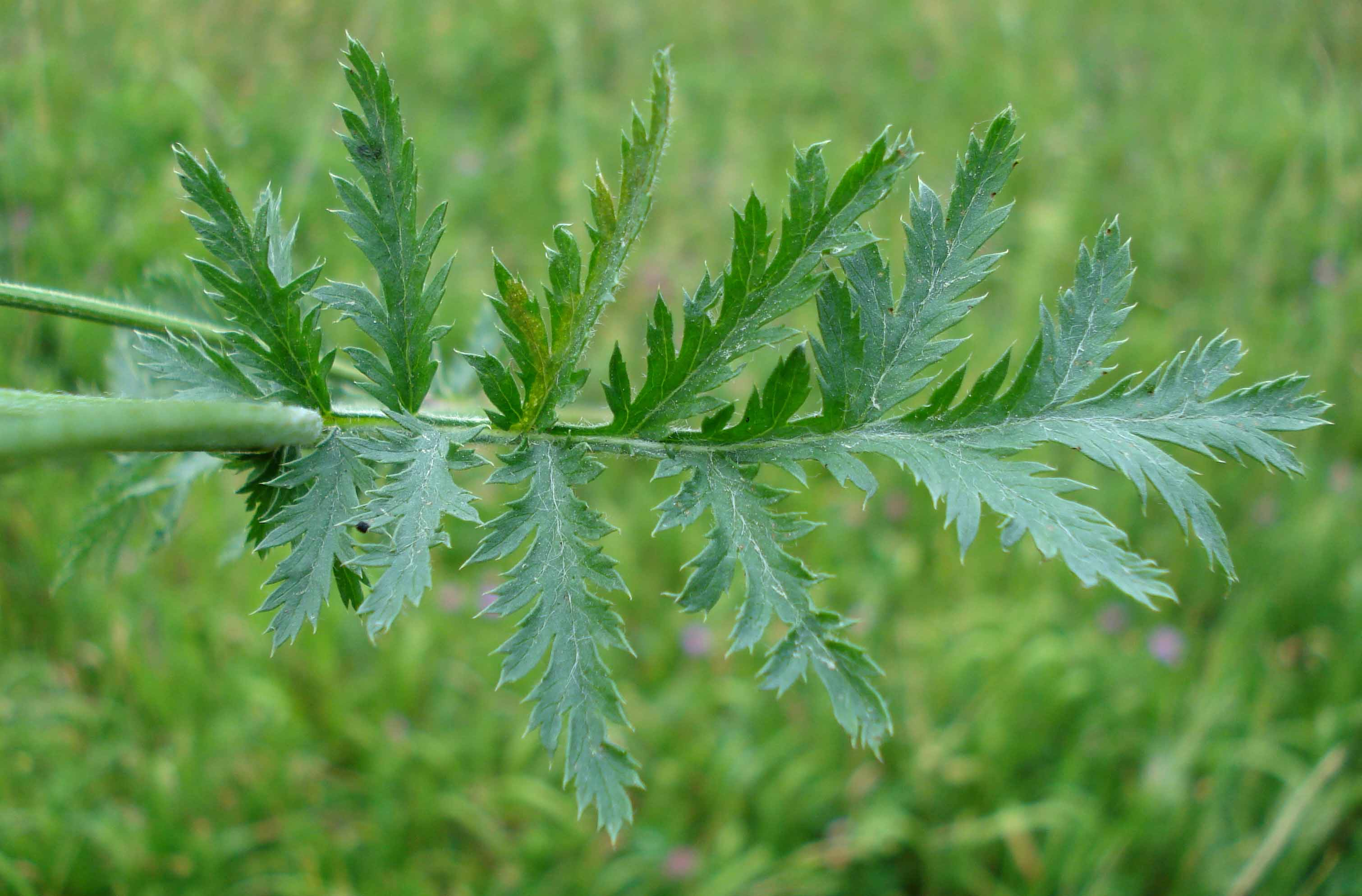
Le foglie (pagina superiore)

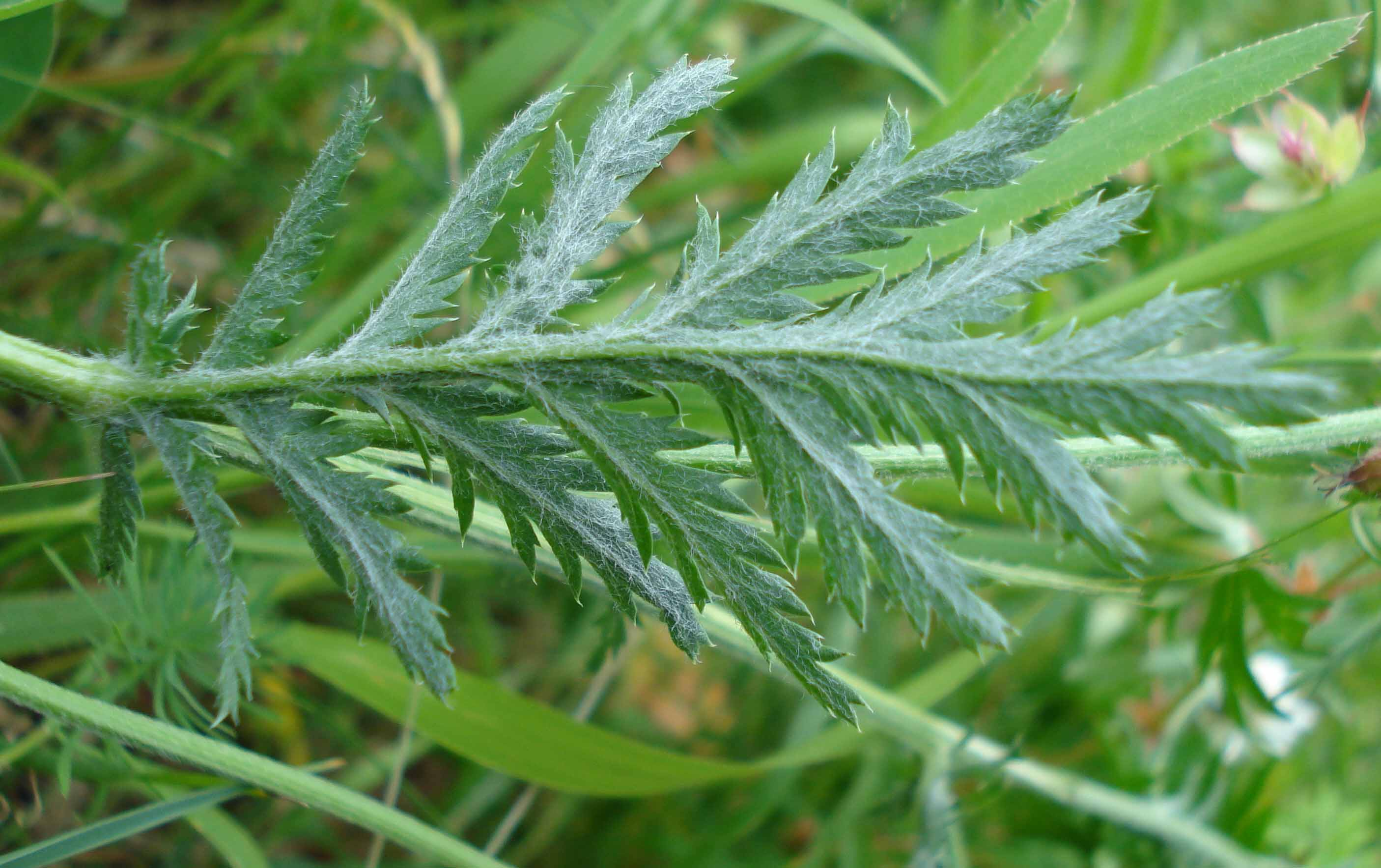
Le foglie (pagina inferiore)

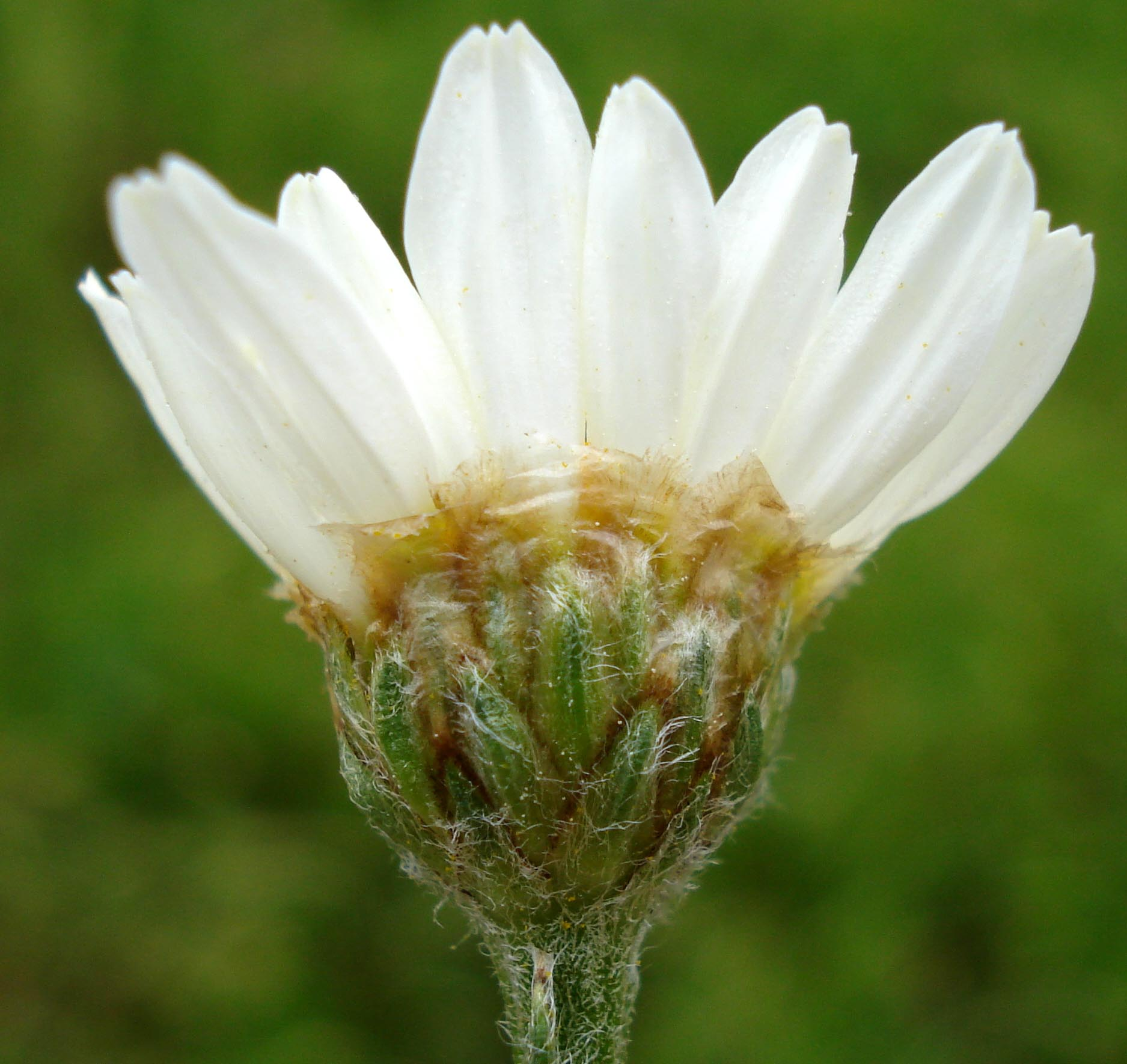
Infiorescenza (involucro con brattee)

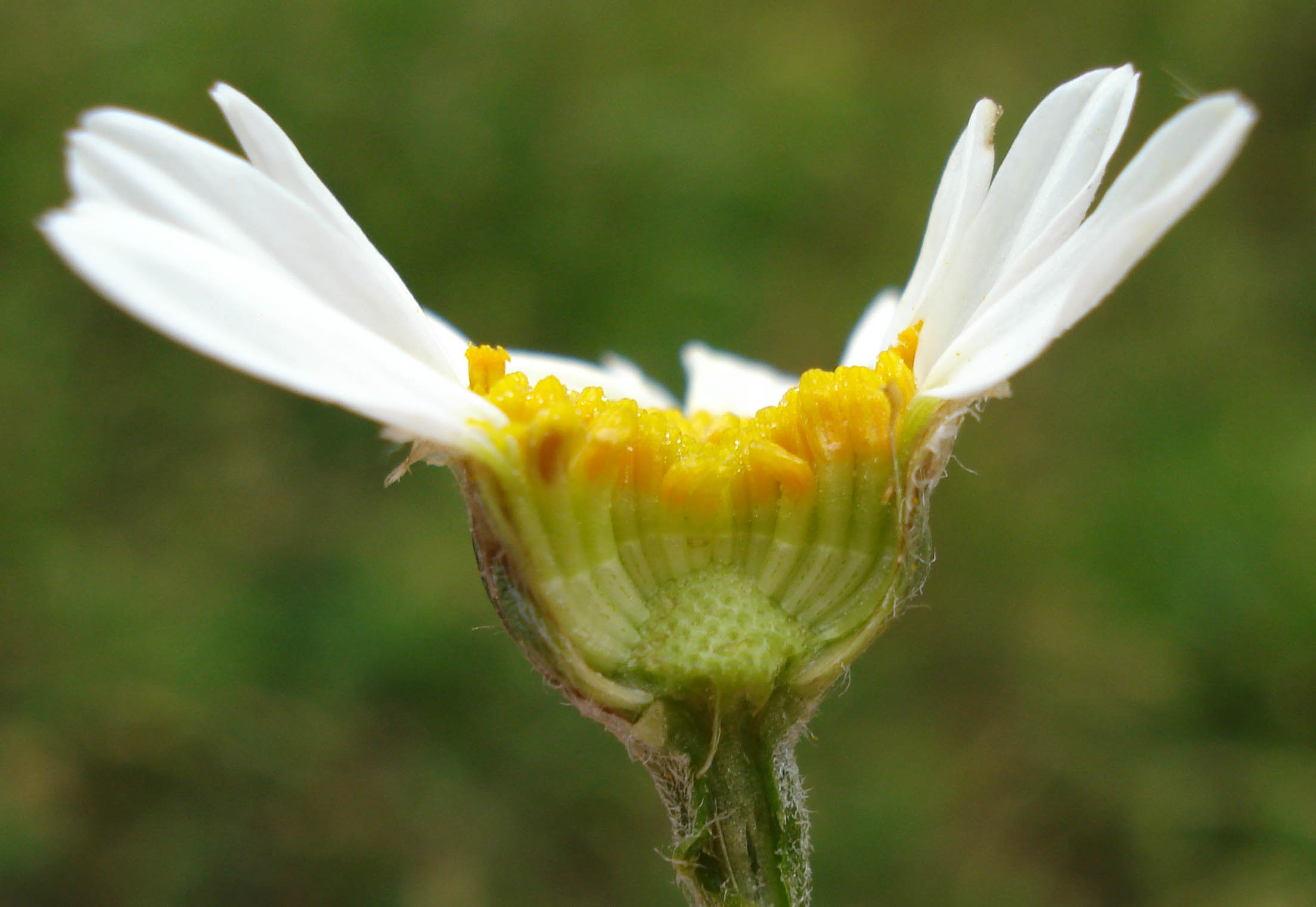
Infiorescenza (sezione del capolino)

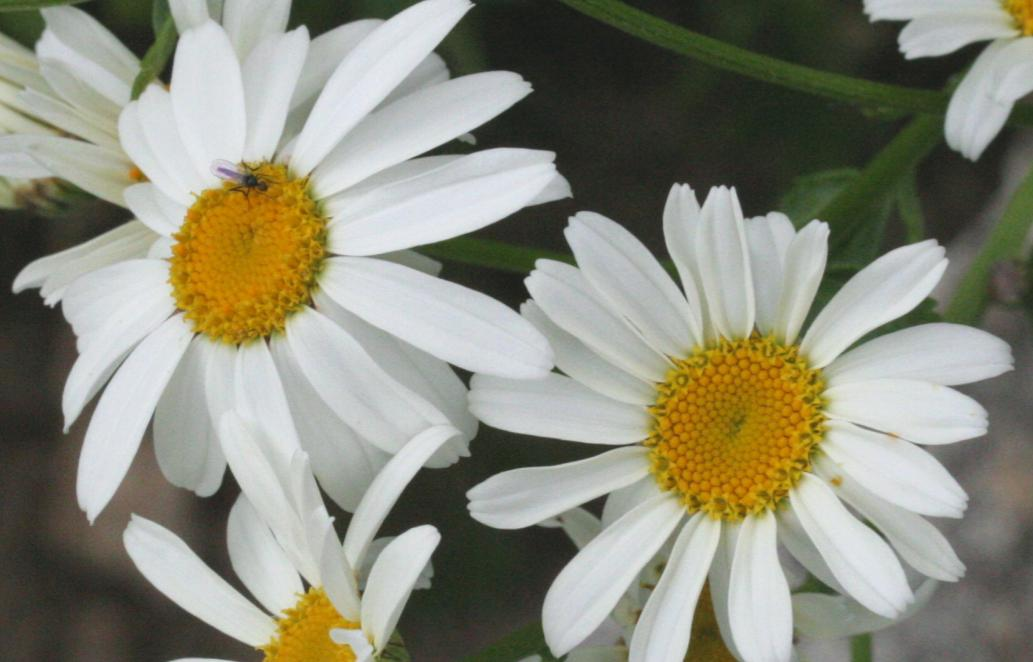
I fiori

Portamento. L'erba amara dei boschi è una pianta erbacea perenne. La forma biologica è emicriptofita scaposa (H scap); ossia è una pianta perennante con gemme poste al livello del suolo con fusto allungato e mediamente foglioso. Le parti epigee hanno un lieve odore aromatico. Tutta la pianta è sparsamente pelosa (pelosità appressata). L'indumento è formato da peli basifissi e/o medifissi talvolta stellati.

Radici. Le radici di norma sono secondarie da rizoma.
Fusto. I fusti hanno un portamento eretto e sono ramosi e striati nella parte alta, mentre possiedono un rizoma nella parte ipogea. Raramente possono essere prostrati. La superficie del fusto può essere sia glabra che pelosa. L'altezza può variare da 30 a 120 cm.
Foglie. Le foglie, lungo il fusto, sono disposte in modo alterno. Quelle basali sono picciolate, mentre le cauline sono sessili. La lamina, con contorno spatolato, è pennatosetta di secondo ordine (due volte pennate o bipennato-partite). I vari segmenti (da 15 a 21) sono dentellati e lamina lanceolata. Il margine delle foglie può essere lievemente brunastro, mentre la pagina inferiore è grigiastra e vellutata. Lunghezza del picciolo delle foglie basali: 10 – 15 cm. Dimensione media delle foglie: larghezza 5 – 6 cm; lunghezza 12 – 15 cm. Dimensione dei segmenti più grandi: larghezza 6 – 15 mm; lunghezza 25 – 45 mm.
Infiorescenza. Le sinflorescenze sono formate da diversi capolini (da 3 a 10, massimo 20) lungamente peduncolati raggruppati in corimbi. Le infiorescenze vere e proprie sono composte da un capolino terminale di tipo radiato. La struttura dei capolini è quella tipica delle Asteraceae: un peduncolo sorregge un involucro, con forme campanulate, emisferiche o ovoidali, composto da diverse brattee, al cui interno un ricettacolo fa da base ai fiori di due tipi: fiori del raggio e fiori del disco. Le brattee, con forme oblungo-lanceolate arrotondate all'apice, diseguali e con margini scariosi bruni, e a volte con una lieve crenatura sul dorso, sono disposte in modo più o meno embricato su più serie (da 2 a 5). Il ricettacolo, leggermente convesso (o quasi piano) e alveolato, è sprovvisto (nudo) di pagliette avvolgenti la base dei fiori. Diametro dei capolini: 1,8 – 5 cm. Dimensione dell'involucro: diametro 11 – 15 mm; altezza 5 mm.
Fiori.  I fiori sono tetra-ciclici (formati cioè da 4 verticilli: calice – corolla – androceo – gineceo) e pentameri (calice e corolla formati da 5 elementi). Si distinguono in:
- fiori del raggio (esterni): sono femminili e disposti su una sola serie; la forma è ligulata (zigomorfa); a volte possono mancare o essere sterili o neutri;
- fiori del disco (centrali): sono più numerosi con forme brevemente tubulose (attinomorfe); sono ermafroditi.

- Formula fiorale:

*/x K {\displaystyle \infty }, [C (5), A (5)], G 2 (infero), achenio
- Calice: i sepali del calice sono ridotti ad una coroncina di squame.
- Corolla:

- fiori del raggio: la forma della corolla alla base è più o meno tubulosa-imbutiforme (a volte pelosa), mentre all'apice è ligulata; la ligula può terminare con alcuni denti (3 - 5); il colore è bianco; la disposizione di questi fiori è raggiante e sporgono ben oltre l'involucro sottostante; dimensione dei fiori ligulati: lunghezza del tubo 1 mm; larghezza della ligula 2 – 4,5 mm; lunghezza della ligula 7 – 20 mm;
- fiori del disco: la forma è tubulare bruscamente divaricata in 4 - 5 lobi; i lobi, patenti o eretti, hanno una forma deltata o più o meno lanceolata; il colore è giallo; lunghezza del tubo: 1 mm.

- Androceo: l'androceo è formato da 5 stami (alternati ai lobi della corolla) sorretti da filamenti generalmente liberi; gli stami sono connati e formano un manicotto circondante lo stilo. Le antere alla base sono ottuse. Il tessuto dell'endotecio non è polarizzato. Il polline è sferico con un diametro medio di circa 25 micron;  è tricolporato (con tre aperture sia di tipo a fessura che tipo isodiametrica o poro) ed è echinato (con punte sporgenti).
- Gineceo: l'ovario è infero uniloculare formato da 2 carpelli. Lo stilo (il recettore del polline) è profondamente bifido (con due stigmi divergenti) e con le linee stigmatiche marginali separate o contigue. I due bracci dello stilo hanno una forma troncata e possono essere papillosi o ricoperti da ciuffi di peli.
- Antesi: da giugno ad agosto.

Frutti. Il frutto è un achenio a cinque-sei coste sottili e a sezione pentagonale, ma a volte può essere anche triangolare. Le coste non contengono cellule mucillaginifere (come viceversa in altri generi vicini) e le “vallecole” (canali longitudinali interposti alle costolature) sono prive del canale resinifero. La parte apicale è troncata e dentata. Il pappo è quasi inesistente; comunque se presente è piumoso di tipo coroniforme. Dimensione degli acheni: 2 – 3 mm..

## Biologia
Impollinazione: tramite insetti (impollinazione entomogama tramite farfalle diurne e notturne).

Riproduzione: la fecondazione avviene fondamentalmente tramite l'impollinazione dei fiori.

Dispersione: i semi cadono a terra e vengono dispersi soprattutto da insetti come formiche (disseminazione mirmecoria). Un altro tipo di dispersione è zoocoria: gli uncini delle brattee dell'involucro (se presenti) si agganciano ai peli degli animali di passaggio che portano così i semi anche su lunghe distanze. Inoltre per merito del pappo (se presente) il vento può trasportare i semi anche per alcuni chilometri (disseminazione anemocora).

## Distribuzione e habitat
Geoelemento: il tipo corologico (area di origine) è Eurimediterraneo.
Distribuzione: in Italia è presente su tutta la penisola (isole escluse). Sulle Alpi in particolare è presente in tutte le province escluse quelle di Belluno e Trento. Sui rilievi europei è presente nelle seguenti zone : Vosgi, Foresta Nera, Pirenei, Massiccio Centrale, Massiccio del Giura e Carpazi. Nel resto dell'Europa è abbastanza comune. Altrove si trova in Asia nord-occidentale e Africa (mediterraneo occidentale)
Habitat: l'habitat tipico per questa pianta sono le boscaglie e i pendii aridi e sassosi; ma anche i margini dei boschi, arbusteti, pinete, gineprai, faggete e querceti.
Distribuzione altitudinale: sui rilievi alpini queste piante si possono trovare fino a 1800 m s.l.m..

## Sistematica
La famiglia di appartenenza di questa voce (Asteraceae o Compositae, nomen conservandum) probabilmente originaria del Sud America, è la più numerosa del mondo vegetale, comprende oltre 23.000 specie distribuite su 1.535 generi, oppure 22.750 specie e 1.530 generi secondo altre fonti (una delle checklist più aggiornata elenca fino a 1.679 generi). La famiglia attualmente (2021) è divisa in 16 sottofamiglie; la sottofamiglia Asteroideae è una di queste e rappresenta l'evoluzione più recente di tutta la famiglia.
Tradizionalmente all'interno della famiglia delle Asteraceae le “Erbe amare” fanno parte della sottofamiglia delle Tubiflore; sottofamiglia caratterizzata dall'avere capolini con fiori ligulati alla periferia e fiori tubulosi al centro, brattee dell'involucro ben sviluppate e tutte più o meno di uguale lunghezza e frutti con pappo biancastro e morbido.

### Filogenesi
Il gruppo di questa voce è descritto nella tribù Anthemideae, una delle 21 tribù della sottofamiglia Asteroideae). In base alle ultime ricerche nella tribù sono stati individuati (provvisoriamente) 4 principali lignaggi (o cladi): "Southern hemisphere grade", "Asian-southern African grade", "Eurasian grade" e "Mediterranean clade". Il genere Tanacetum (insieme alla sottotribù Anthemidinae) è incluso nel clade Eurasian grade. Nella struttura interna della sottotribù si individuano due cladi. Il genere di questa voce fa parte del clade comprendente i generi Archanthemis , Xylanthemum  e Gonospermum.
Nella "Flora d'Italia" di Sandro Pignatti le specie italiane di "Tanacetum" sono divise in due gruppi: (1) capolini con fiori ligulati bianchi e tubolosi gialli; (2) capolini con tubolosi gialli (quelli periferici sono un po' raggianti), mancano i fiori ligulati bianchi. La specie di questa voce appartiene al primo gruppo.
I caratteri distintivi della specie  Tanacetum corymbosum sono:
- le lamine delle foglie hanno un contorno spatolato;
- i capolini sono numerosi e raggruppati in corimbi;
- il diametro dell'involucro è di 11 - 15 mm;
- i fiori ligulati sono bianchi.

Il numero cromosomico delle specie di questa voce è: 2n = 18 e 36.

### Variabilità
Per questa specie sono riconosciute le seguenti sottospecie:
- Tanacetum corymbosum subsp. cinereum (Griseb.) Grierson, 1975 - Distribuzione: Penisola Balcanica.
- Tanacetum corymbosum subsp. corymbosum (è la stirpe principale).
- Tanacetum corymbosum subsp. daucifolium  (Pers.) Iamonico, 2018 - Distribuzione: Iran, Pakistan e Himalaya occidentale.
- Tanacetum corymbosum subsp. subcorymbosum  (Schur) Pawł., 1936 - Distribuzione: Italia e Europa centro-orientale.

Qui di seguito sono elencate e descritte alcune sottospecie di Tanacetum corymbosum presenti nella flora spontanea italiana.

#### Sottospeciecorymbosum

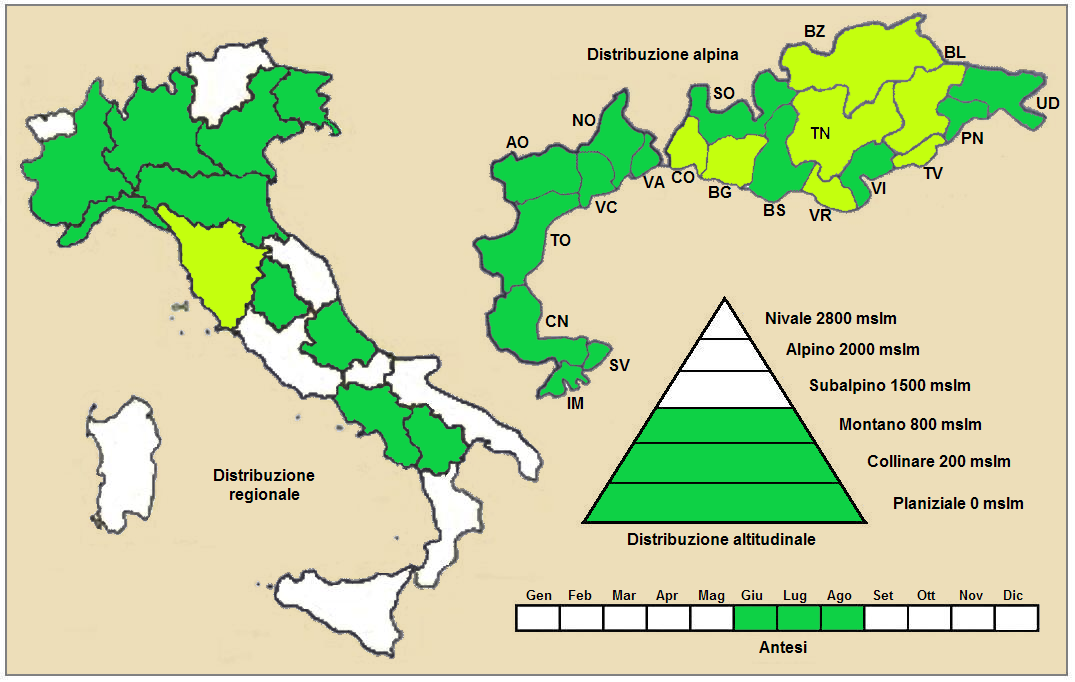
Distribuzione della subsp. corymbosum (Distribuzione regionale – Distribuzione alpina)

- Tanacetum corymbosum (L.) Sch. Bip. subsp. corymbosum.
- Descrizione: le foglie caulinari hanno i segmenti del primo ordine incisi per 2/3 della semilamina; l'infiorescenza è composta da corimbi regolari e stretti; il diametro dei capolini è più piccolo (2 – 3 cm); le ligule dei fiori periferici hanno dimensioni minori (larghezza 2 – 2,5 mm; lunghezza 7 – 12 mm).
- Corologia: il tipo corologico (area di origine) è Eurimediterraneo.
- Distribuzione: sulle Alpi è ovunque una pianta comune, mentre negli Appennini settentrionali è rara. Fuori dall'Italia, sempre nelle Alpi, questa specie si trova in Francia, Svizzera, Austria e Slovenia. Sugli altri rilievi collegati alle Alpi è presente nella Foresta Nera, Monti Vosgi, Massiccio del Giura, Massiccio Centrale, Pirenei e Carpazi.
- Habitat: l'habitat preferito sono le schiarite forestali, i margini erbacei, gli arbusteti e le faggete. Il substrato preferito è calcareo con pH basico, bassi valori nutrizionali del terreno che deve essere umido.
- Distribuzione altitudinale: nelle Alpi questa sottospecie frequenta i seguenti piani vegetazionali: collinare e montano (oltre a quello planiziale).
- Fitosociologia:

Areale alpino: dal punto di vista fitosociologico alpino la specie di questa voce appartiene alla seguente comunità vegetale:
Formazione: comunità forestali
Classe: Quercetea pubescentis
Ordine: Quercetalia pubescenti-sessiliflorae
Areale italiano: per l'areale completo italiano la specie di questa voce appartiene alla seguente comunità vegetale:
Macrotipologia: vegetazione forestale e preforestale.
Classe: Querco roboris-Fagetea sylvaticae Br.-Bl. & Vlieger in Vlieger, 1937
Ordine: Quercetalia pubescenti-Petraeae Klika, 1933
Alleanza: Carpinion orientalis Horvat, 1958
Suballeanza: Ostryo-Carpinenion orientalis Poldini, 1982
Descrizione. La suballeanza Ostryo-Carpinenion orientalis è relativa alle comunità forestali diffuse nelle aree submediterranee del settore nord-orientale delle Alpi meridionali, su substrati di natura carbonatica e marnoso-arenacea. La distribuzione della sub-alleanza è presente nel settore nord-orientale delle Alpi meridionali dal Friuli fino al lago di Garda.
Specie presenti nell'associazione: Quercus pubescens, Ostrya carpinifolia, Fraxinus ornus, Asparagus acutifolius, Sesleria autumnalis, Brachypodium rupestre, Cotinus coggygria, Crataegus monogyna, Lonicera etrusca, Inula spiraeifolia, Tanacetum corymbosum, Coronilla emerus, Helleborus istriacus, Paeonia officinalis, Pulmonaria australis, Cnidium silaifolium.

#### Sottospeciesubcorymbosum

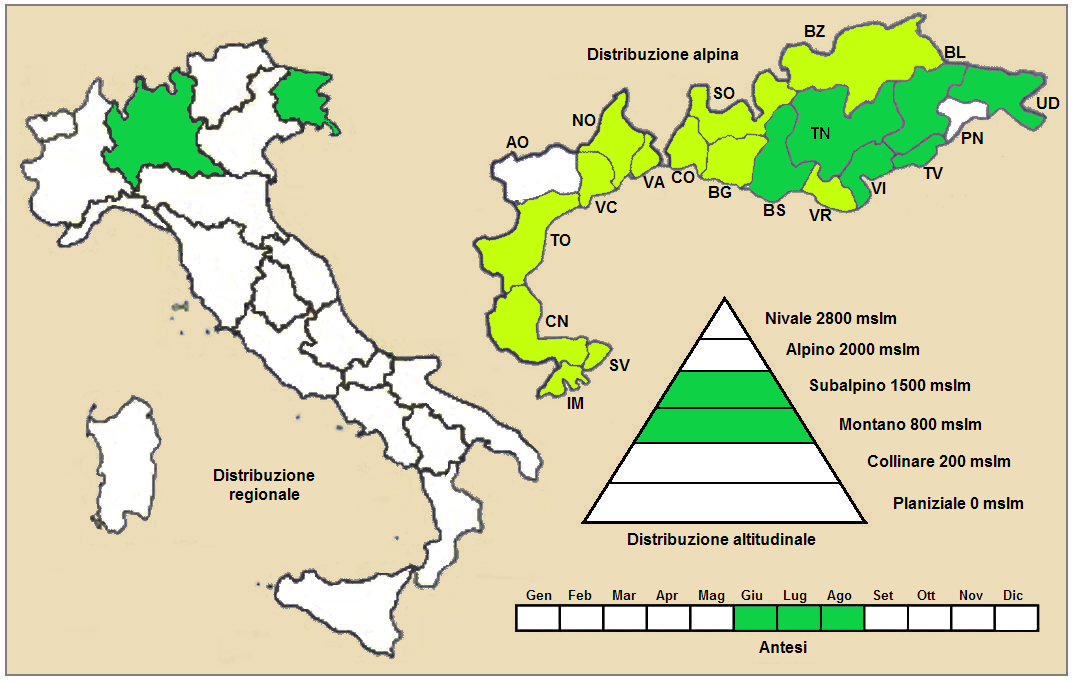
Distribuzione della subsp. subcorymbosum (Distribuzione regionale – Distribuzione alpina)

- Nome scientifico: Tanacetum corymbosum (L.) Sch. Bip. subsp. subcorymbosum (Schur) Pawł.
- Basionimo: Pyrethrum clusii Rchb. (1831)
- Nome comune: tanaceto di Clusius
- Descrizione: nelle foglie i segmenti del primo ordine sono incisi fino a metà della semilamina; l'infiorescenza è ancora corimbosa ma più irregolare; i capolini sono mediamente più grandi (diametro 3 – 5,5 cm); le ligule dei fiori esterni sono in media più grandi (larghezza 3 – 4,5 mm; lunghezza 12 – 20 mm).
- Corologia: il tipo corologico (area di origine) è  Orofita – Sud Est Europeo.
- Distribuzione: questa variante si trova su tutto il bordo meridionale delle Alpi (soprattutto province di BS TN BL UD), ma è considerata rara. Fuori dall'Italia si trova nelle Alpi Orientali (Austria e Slovenia) e nei Carpazi.
- Habitat: l'habitat tipico sono i prati e pascoli mesofili, i margini dei boschi e le faggete. Il substrato preferito è calcareo con pH basico, bassi valori nutrizionali del terreno che deve essere mediamente umido.
- Distribuzione altitudinale: collinare e montano.
- Fitosociologia. Dal punto di vista fitosociologico alpino la specie di questa voce appartiene alla seguente comunità vegetale:

Formazione: comunità forestali
Classe: Carpino-Fagetea
Ordine: Fagetalia sylvaticae
Alleanza: Aremonio-Fagion
- Sinonimo: Tanacetum corymbosum subsp. clusi (Rchb.) Heywwod

#### Sottospecieachilleae
Nella "Flora d'Italia" è indicata la sottospecie achilleae (L.) Greuter che in altre checklist risulta un sinonimo della subsp. corymbosum. Si distingue per i seguenti caratteri: le foglie caulinari hanno i segmenti del primo ordine completamente divisi in lacinie strette e acute; l'infiorescenza è composta da corimbi regolari e stretti; il diametro dei capolini è più piccolo (2 – 3 cm); le ligule dei fiori periferici hanno dimensioni minori (larghezza 2 – 2,5 mm; lunghezza 7 – 12 mm). Si trova comunemente su tutti gli Appennini compresi i Colli Euganei.

### Sinonimi
Sono elencati alcuni sinonimi per questa entità:
- Chamaemelum corymbosum (L.) E.H.L.Krause
- Chrysanthemum corymbosum  L.
- Leucanthemum corymbosum  (L.) Gren. & Godr.
- Matricaria corymbosa  (L.) Desr.
- Pontia corymbosa  (L.) Bubani
- Pyrethrum corymbosum  (L.) Scop.

## Specie simili
Il capolino della specie di questa voce è il comunissimo '”fiore” delle “margherite” (un disco centrale giallo circondato da “petali” bianchi). Questa pianta può quindi essere confusa in particolare con la Anthemis triumfettii (L.) DC. (1815) (in questa specie l'infiorescenza - il corimbo - è più irregolare e le foglie sono meno fitte); ma può essere confusa anche con altre specie di diversi generi che qui elenchiamo brevemente : Bellis (la margheritina dei prati), Aster, Erigeron, Anthemis, Achillea, Tripleurospermum, Matricaria, Leucanthemella, Leucanthemum (la margherita classica)